# Musée du Pays châtillonnais
Le musée du Pays Châtillonnais - Trésor de Vix abrite le plus grand cratère au monde, en bronze, d'époque celte hallstattienne. Ses collections prennent place dans une ancienne abbaye cistercienne et s'étendent de la Préhistoire au XIXe siècle, Âge du fer (Hallstatt et La Tène), Gaule romaine (site de Vertillum), époque médiévale et époque moderne. Seul musée d'Europe à mettre en lumière la personne du Maréchal Marmont, ami et fidèle de Napoléon, personnalité importante dans l'histoire régionale, nationale et internationale.
Situé dans la commune de Châtillon-sur-Seine (Côte-d'Or), il est à 2 h 30 de Paris, 30 minutes de Montbard et 1 h de Troyes comme de Dijon.

## Collections

### Préhistoire
Objets du quotidien, outils (silex, racloire…) et ossements d'animaux du paléolithique (mammouth, rhinocéros, cervidés…), découverts sur les sites du mont Lassois  et de la grotte de La Grande Baume à Balot.

### Protohistoire
Âge du bronze  et âge du fer (Hallstatt et La Tène), dont les sépultures de Sainte-Colombe-sur-Seine ainsi que le tumulus de la sépulture de Vix (trésor de Vix avec le célèbre cratère d'origine grecque et torque en or d'origine celte ibère).

### Romanisation de la Gaule

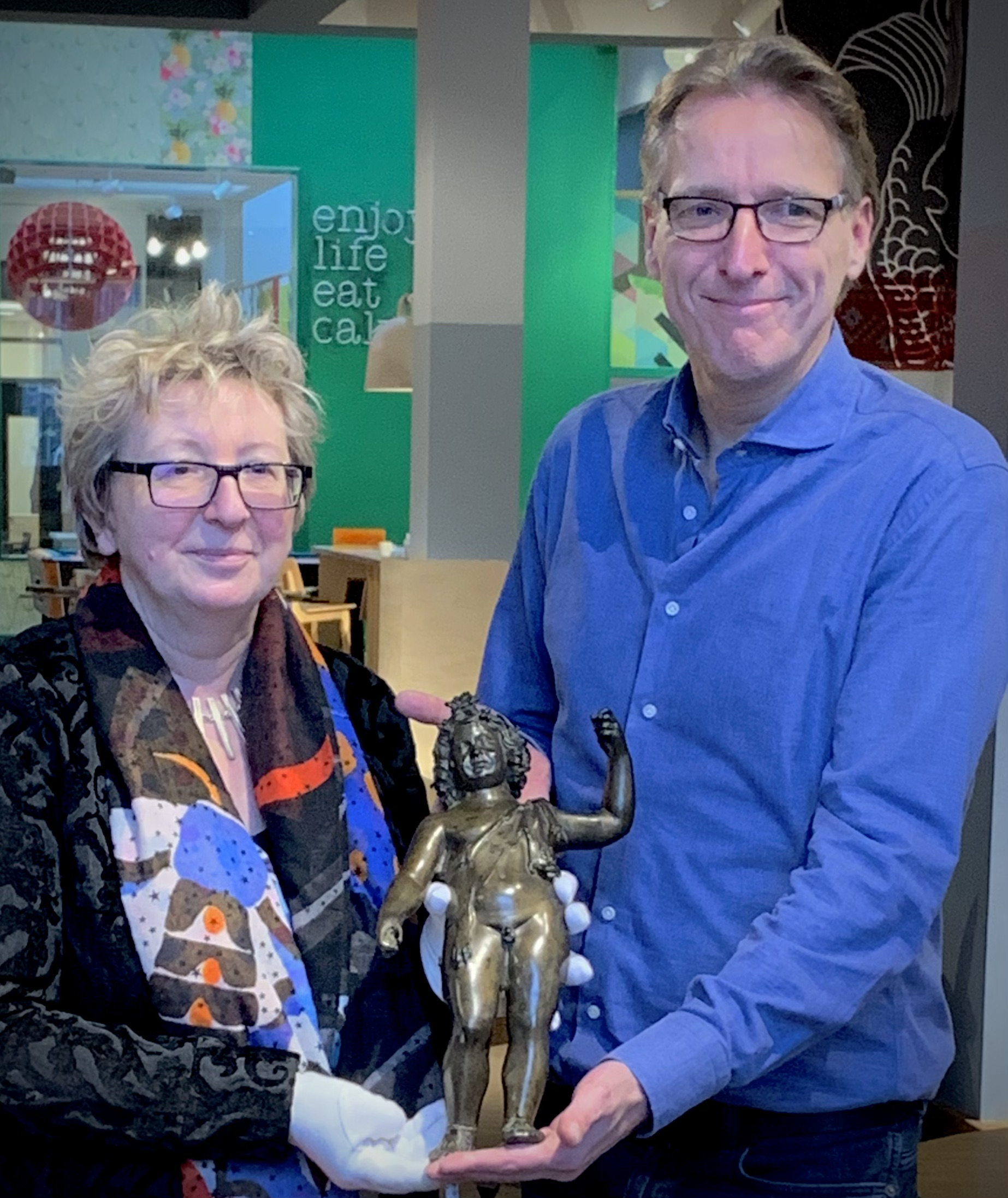
La statue en Bronze représentant Bacchus. Elle est volée en 1973 puis, retrouvée, fait son retour parmi les collections du musée.

Les dépôts de la source de la Douix (Antiquité au XIXe siècle), le sanctuaire d'Essarois (et ses ex-voto, dont celui découvert en 2009 et représentant un cas de polydactylie humaine), celui du Tremblois à Villiers-le-Duc et les objets mis au jour lors des fouilles de la cité gallo-romaine de Vertillum (dont la statue représentant Bacchus, volée en 1973, retrouvée en 2019 et exposée au public depuis le 1er février 2022).

### Moyen Âge
Objets et sarcophages mérovingiens, sculptures et éléments d'architecture témoignent de la puissance économique et spirituelle du Châtillonnais, du XIIIe au XVe siècle.
Est présenté dans la salle un reliquaire de saint Vorles, qui permet de comprendre la dispute géographique  entre les pouvoirs séculier et régulier.

### XVIe au XVIIIe siècle
Tableaux, sculptures et objets religieux comme laïques, ainsi que la deuxième plus importante collection de matrices de xylogravure (gravure sur bois d'impression) datant des XVIIe et XVIIIe siècles.

### Révolution,Empire,Restauration
Au travers de la figure du Maréchal Marmont, les collections témoignent des bouleversements politiques, économiques et sociaux que connaissent la France et l'Europe d'après 1789 

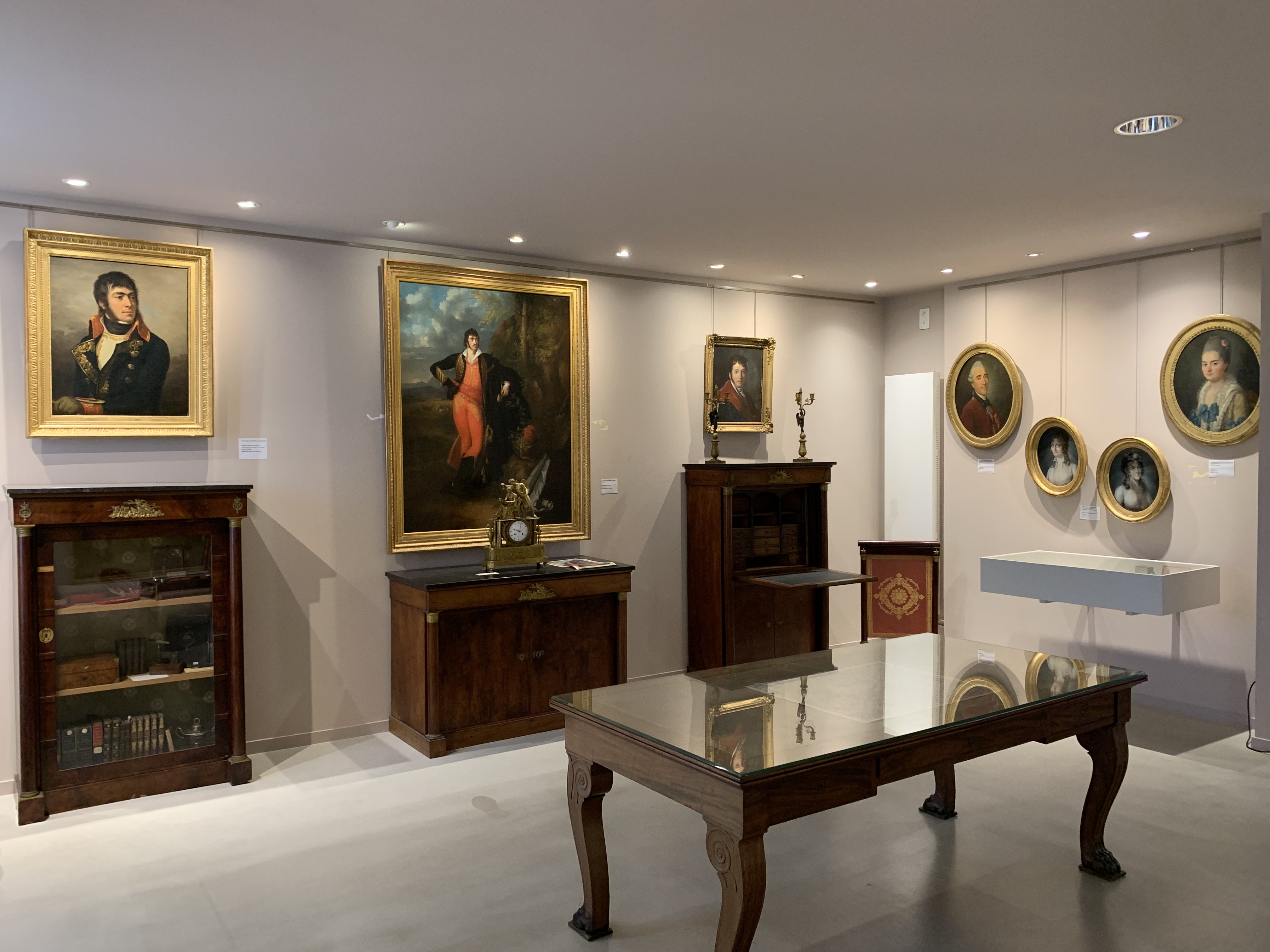
Salle consacrée à la figure du Maréchal Auguste Louis Viesse de Marmont, né à Châtillon-sur-Seine en 1774 et mort à Venise en 1852.

Objets personnels et politiques (lanterne magique, pendule, bâtons de maréchal, médailles, esquisse peinte attribuée à Jacques-Louis David, titulature officielle signée par Napoléon, portrait de Napoléon II peint par Daffinger...), portraits officiels (peint par Appiani lors des campagnes d'Italie, attribué à Barbier-Walbonne et probablement présenté dans la salle des Maréchaux au Palais des Tuileries...)  et mobilier d'époque (secrétaire, commode, buffet et vitrine d'ébéniste dijonnais, ainsi qu'un bureau estampillé Jacob-Desmalter, ébéniste officiel de Napoléon Ier) permettent la compréhension de ces temps.

### Oiseaux naturalisés
Collection d'espèces locales constituée au XIXe siècle par l'avocat, ornithologue et naturaliste châtillonnais, Fernand Daguin. F. Daguin a collecté sa vie durant un important échantillon des oiseaux vivants dans la région du Châtillonnais. Certains étant plus rares que d'autres, cette collection permet d'aborder les questions de biodiversité (la outarde barbue a disparu du territoire français) mais également de l'activité économique et agricole au XIXe siècle voire des croyances (la huppe fasciée et les ibis dans la mythologie égyptienne antique par exemple).
Défenseur de la cause animale, cet avocat qui fut secrétaire général de la Société de législation comparée de 1881 à 1919, a travaillé sur des textes de lois concernant la chasse dans le Grand-duché de Bade, en Espagne et en Allemagne par exemple. Décoré de la légion d'honneur le 30 mars 1894, ses collègues et amis lui offrent un bronze signé Ferdinand Barbedienne (exposé au musée).
Décédé en 1922, il fait don de sa collection à la ville de Châtillon-sur-Seine qui l'expose durant plusieurs années dans son tribunal. Depuis 2015 cet ensemble est exposé au sein du musée.

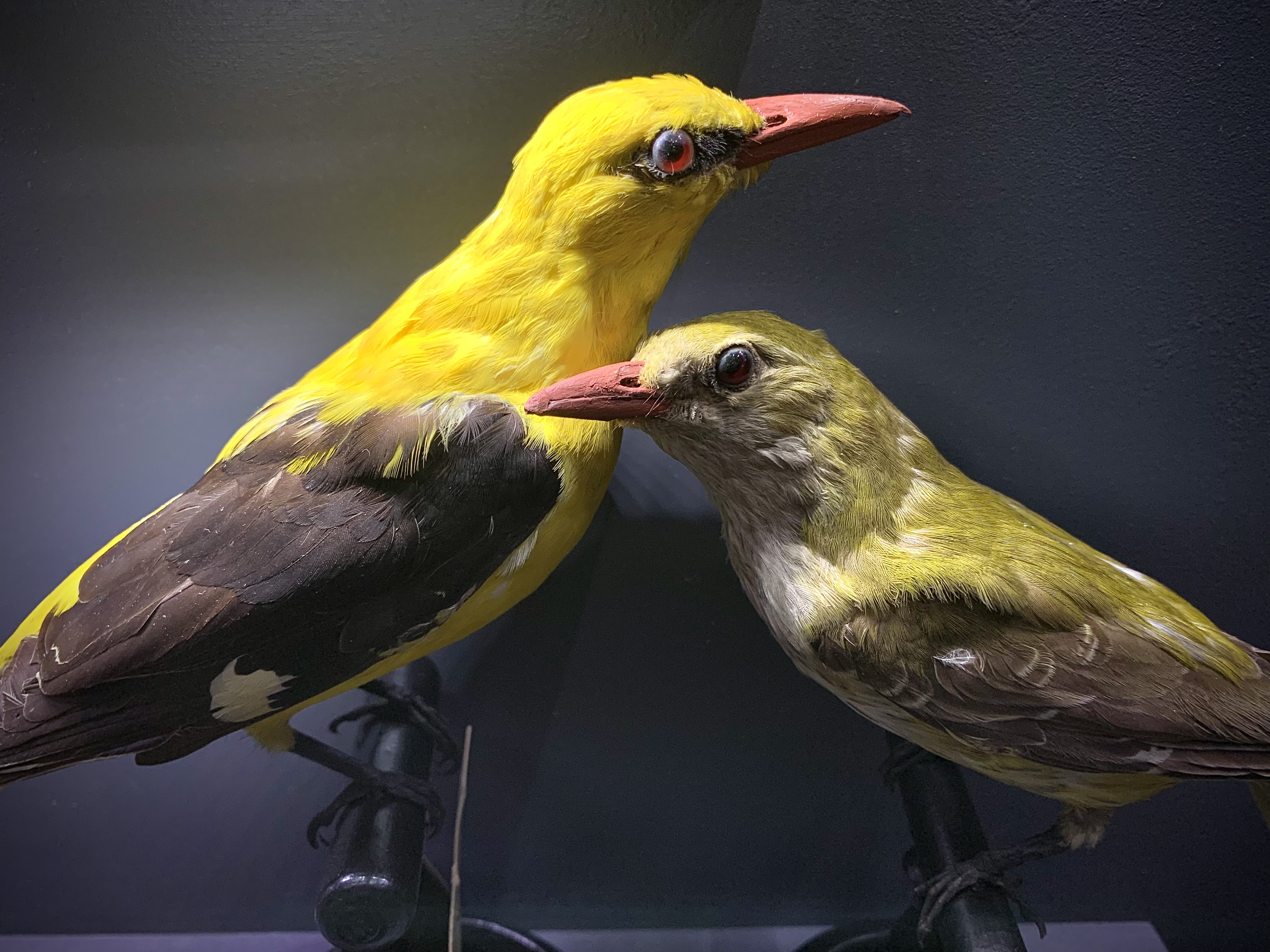
Couple de loriots d'Europe naturalisés dans le Châtillonnais. Comme de nombreuses espèces, les loriots sont atteints de dimorphisme sexuel qui se manifeste ici par un jaune vif chez le mâle. La femelle a un plumage plus terne afin de se protéger des prédateurs et de manière à couver plus discrètement.

## Histoire
C'est en 1882 que la Société archéologique et historique du Châtillonnais ouvre un premier musée. Le musée a vocation à être un musée d'arrondissement et l'archéologie est très en vogue dans la région depuis les grandes fouilles organisées par Napoléon III sur le site d'Alésia à 80 km de Châtillon.

### L'hôtel Philandrier

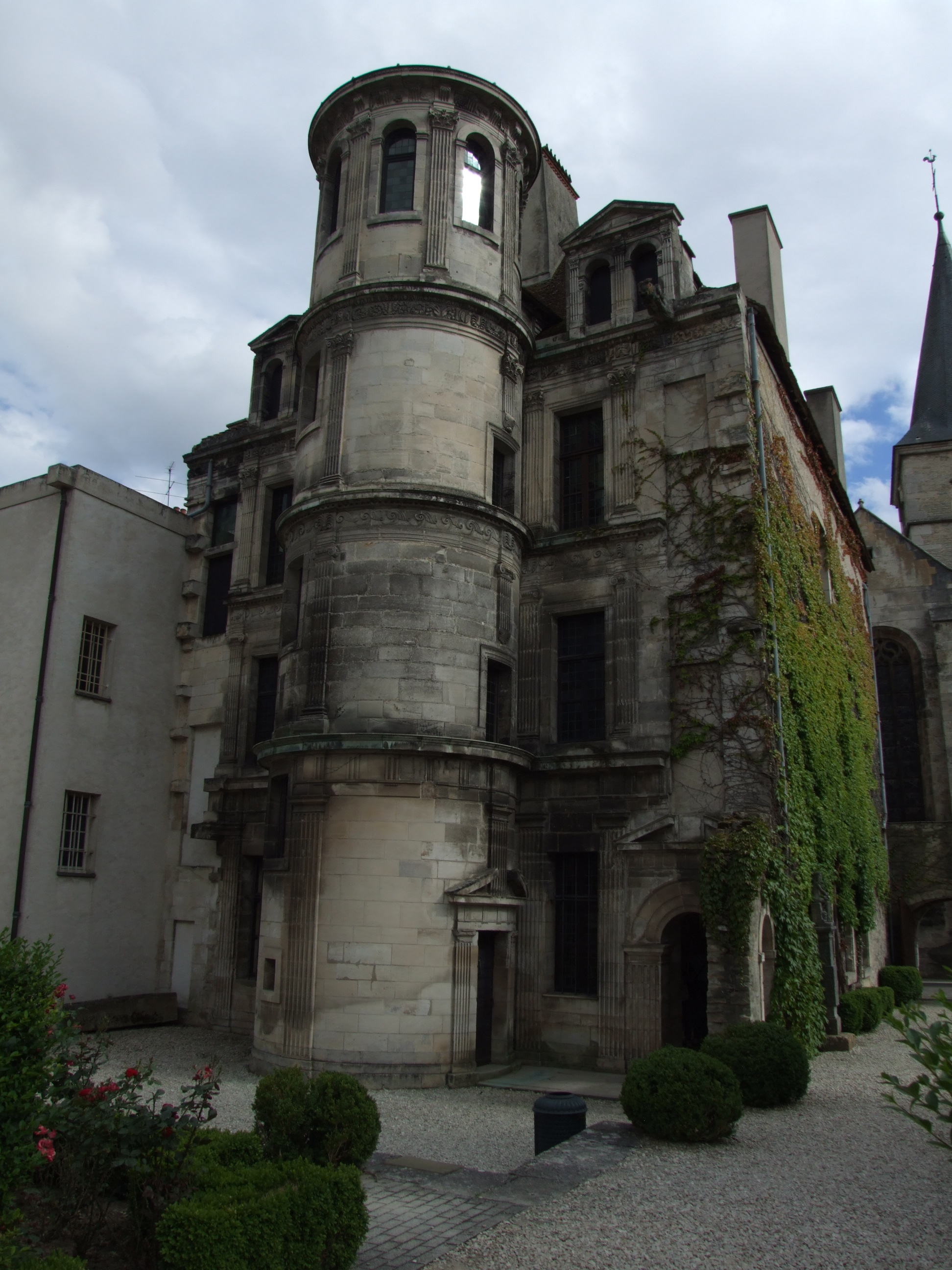
L'hôtel Philandrier.

En 1928, la Société avait acquis un hôtel de style Renaissance en centre-ville, l'hôtel Philandrier, du nom d'un architecte né à Châtillon au XVIe siècle, Guillaume Philandrier. La région est riche en vestiges, les fouilles de l'agglomération gallo-romaine de Vertillum, sur le territoire de la commune de Vertault à une quinzaine de km de là, et celles de l'oppidum du mont Lassois, ont produit un grand nombre d'objets.
En 1950, le musée doit s'agrandir et emménage dans l'hôtel Philandrier sur une surface de 400 m2. Trois ans plus tard, la découverte de la tombe de Vix, une sépulture de première importance par sa richesse et son intérêt historique, va apporter une renommée internationale au musée. Une chance qu'il ait été présent et apte à recueillir toutes les richesses du site, sans quoi elles seraient sans doute parties au musée d'archéologie nationale de Saint-Germain-en-Laye.

### L'ancienne abbaye Notre-Dame

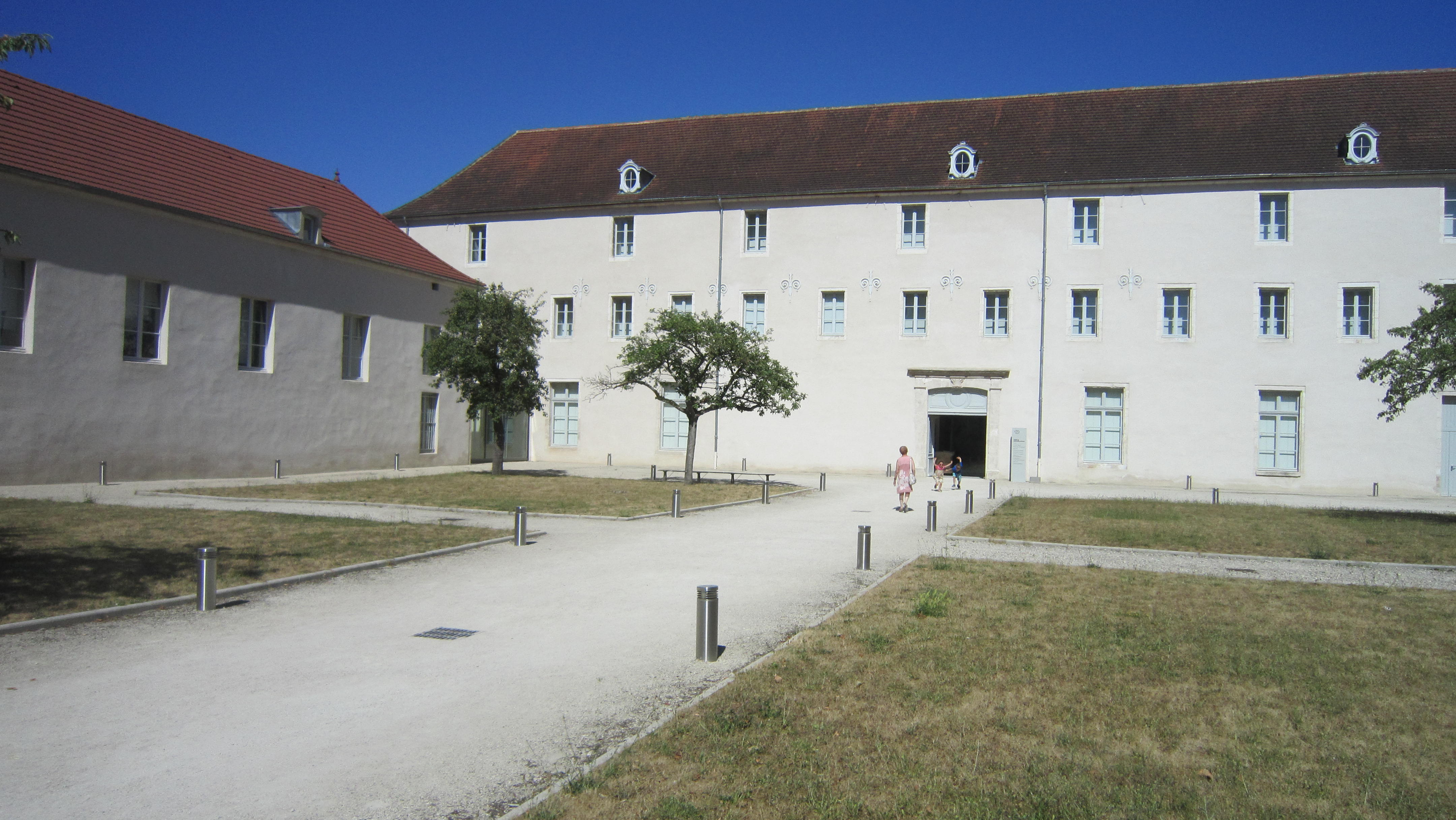
Ancienne abbaye Notre-Dame.

En 2009, le musée quitte l'hôtel Philandrier et pour s'agrandir s'installe dans l'ancienne abbaye Notre-Dame de Châtillon, fondée au XIIe siècle par Bernard de Clairvaux, que viennent de libérer l'hôpital et la maison de retraite. C'est un ensemble de bâtiments reconstruits aux XVIIe et XVIIIe siècles, l'aménagement est confié à l'architecte Antoine Stinco et ce sont désormais 2 000 m2 qui sont disponibles. Profitant de l'occasion, le musée réorganise ses collections et couvre désormais toute l'histoire de la région de la préhistoire au XVIIIe siècle, il prend le nom de musée du Pays châtillonnais

## Images

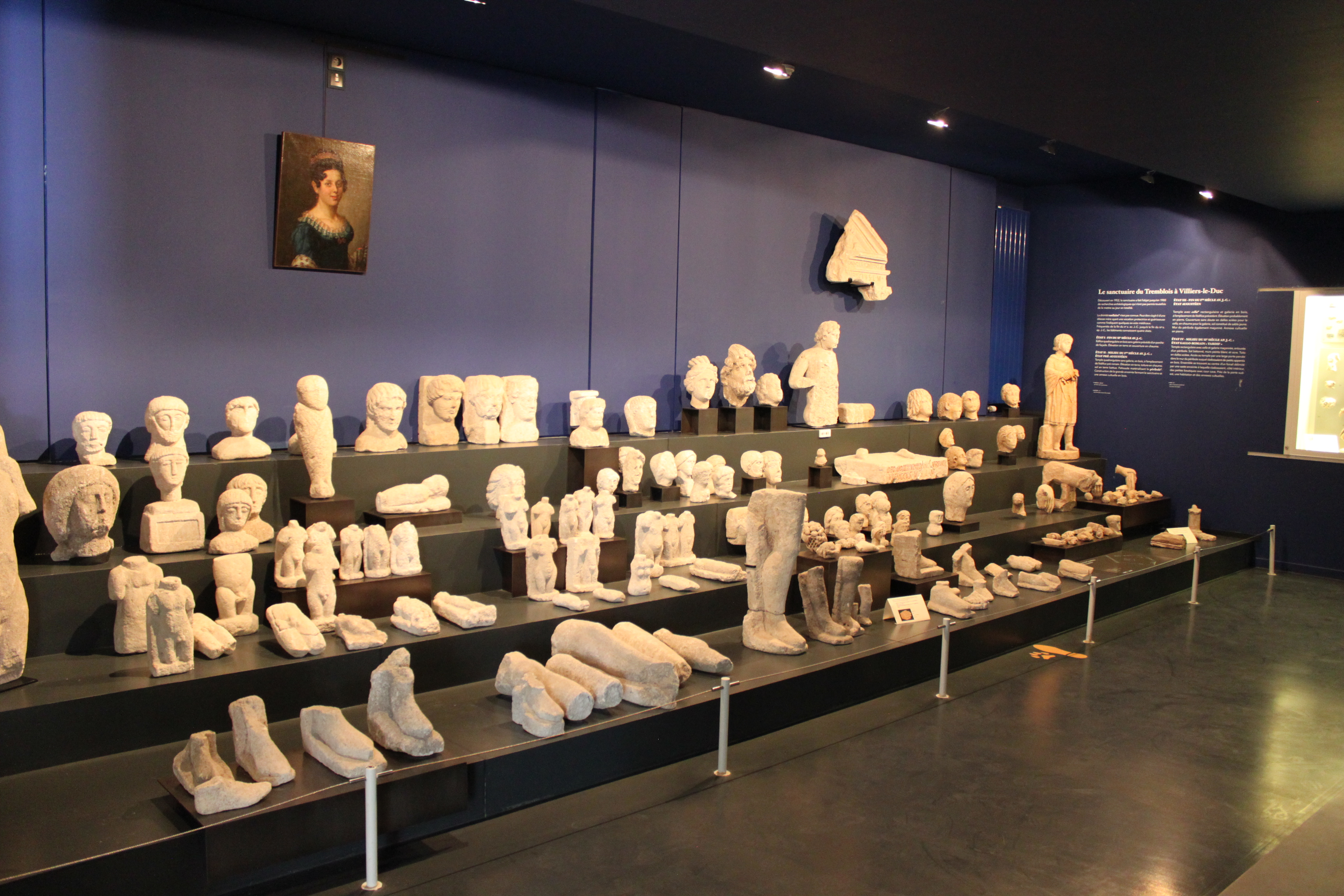
Collection d'ex-voto découverts dans les sanctuaires d'Essarois et de Villiers-le-Duc.
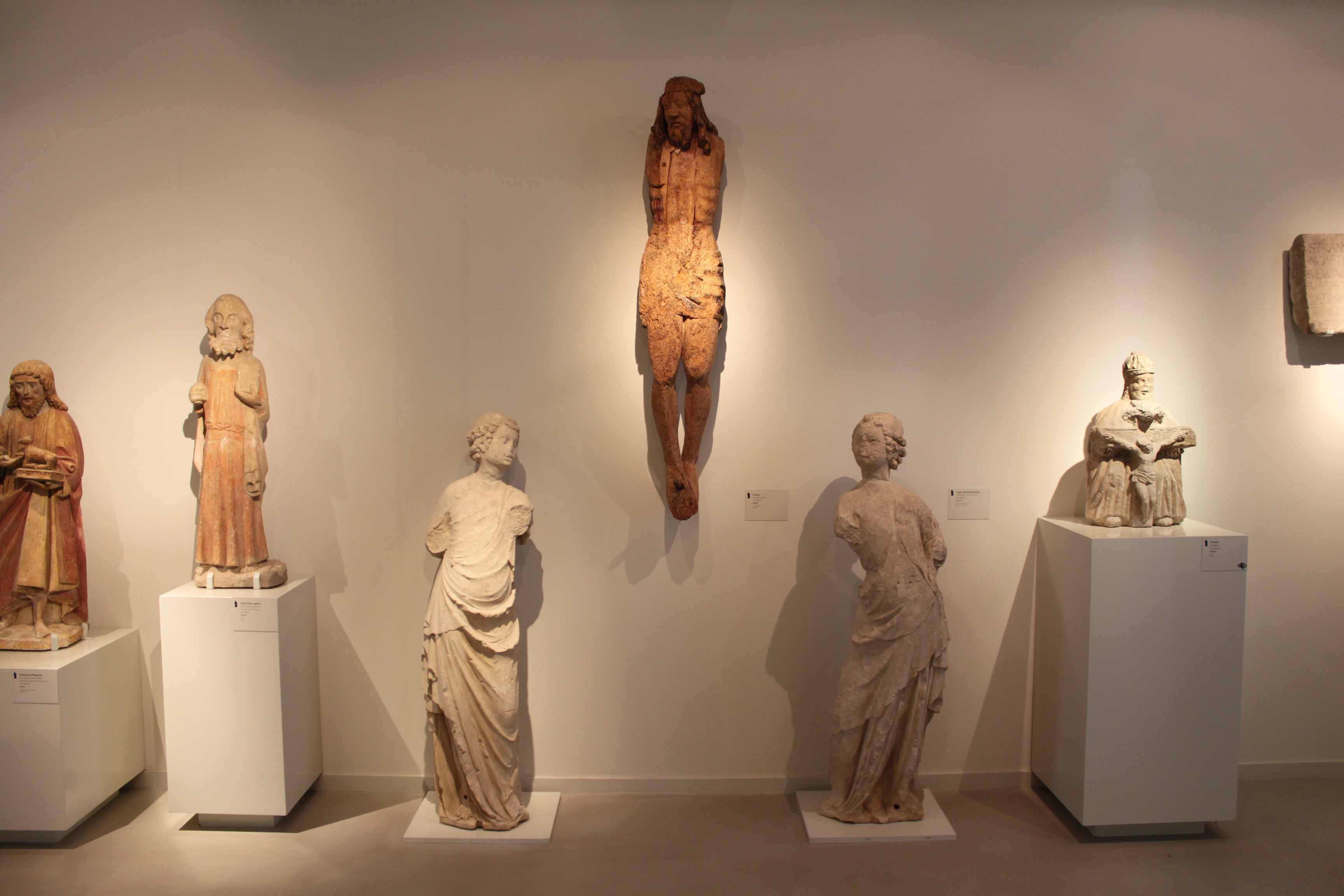
Salle médiévale : Christ en tilleul polychrome accompagné de deux anges dits " de Fontenay "
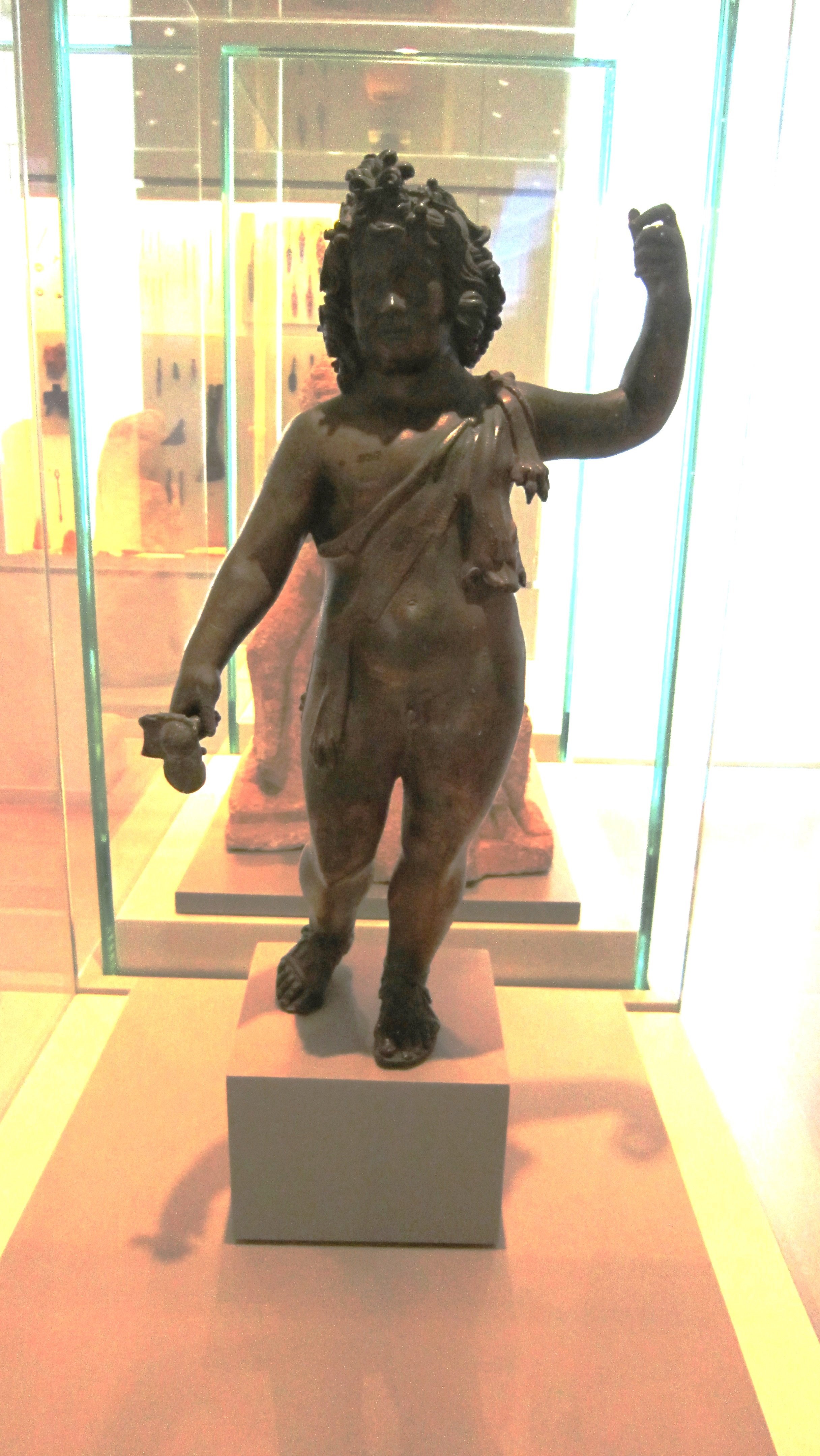
Bacchus enfant
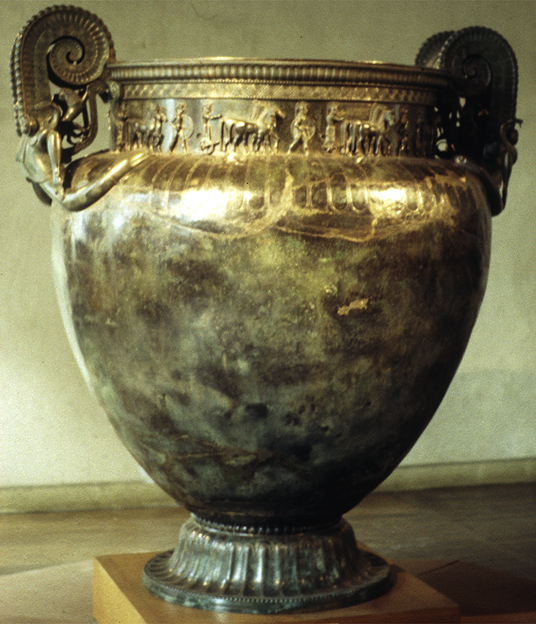
Cratère de Vix.
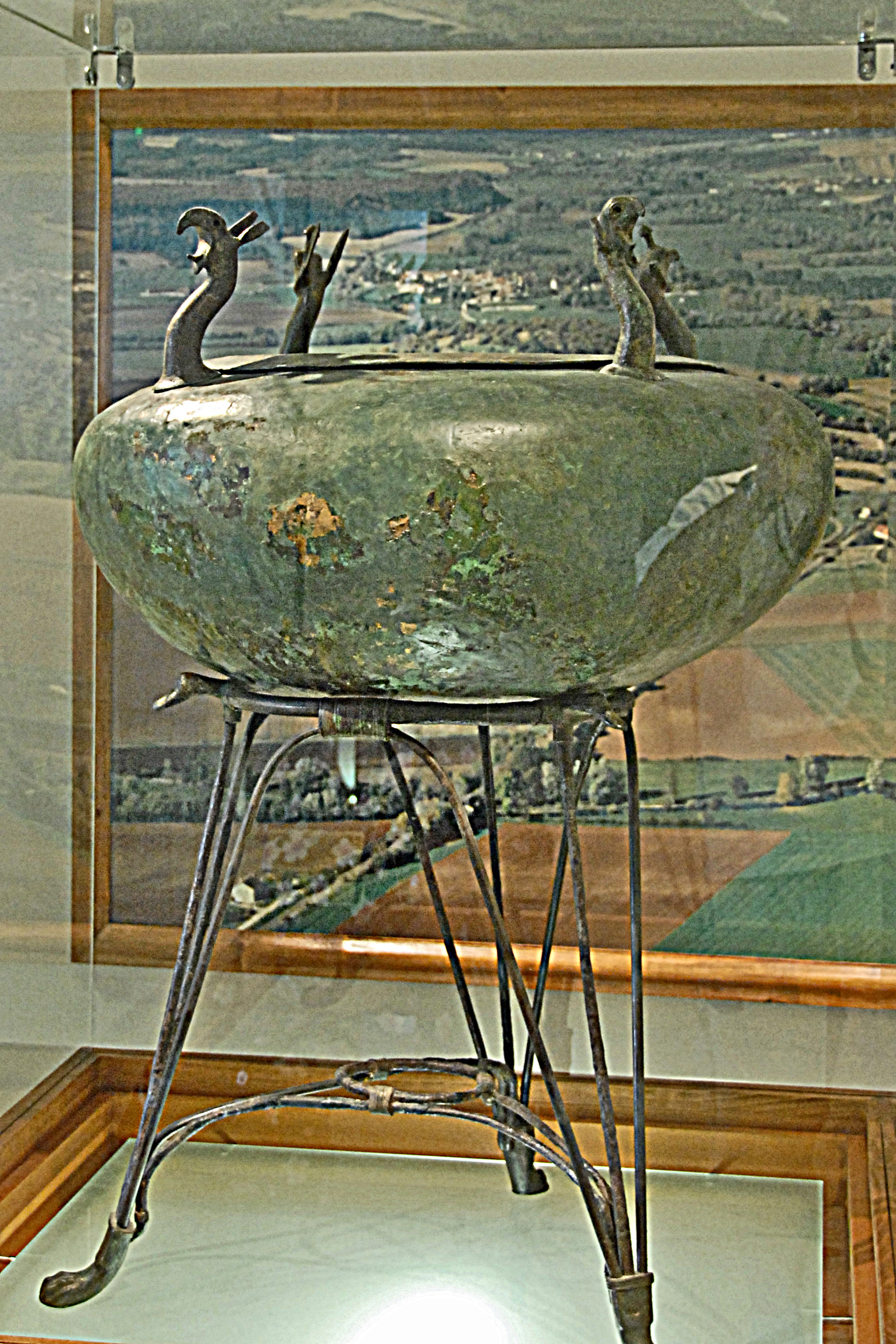
Lébès de Sainte-Colombe.
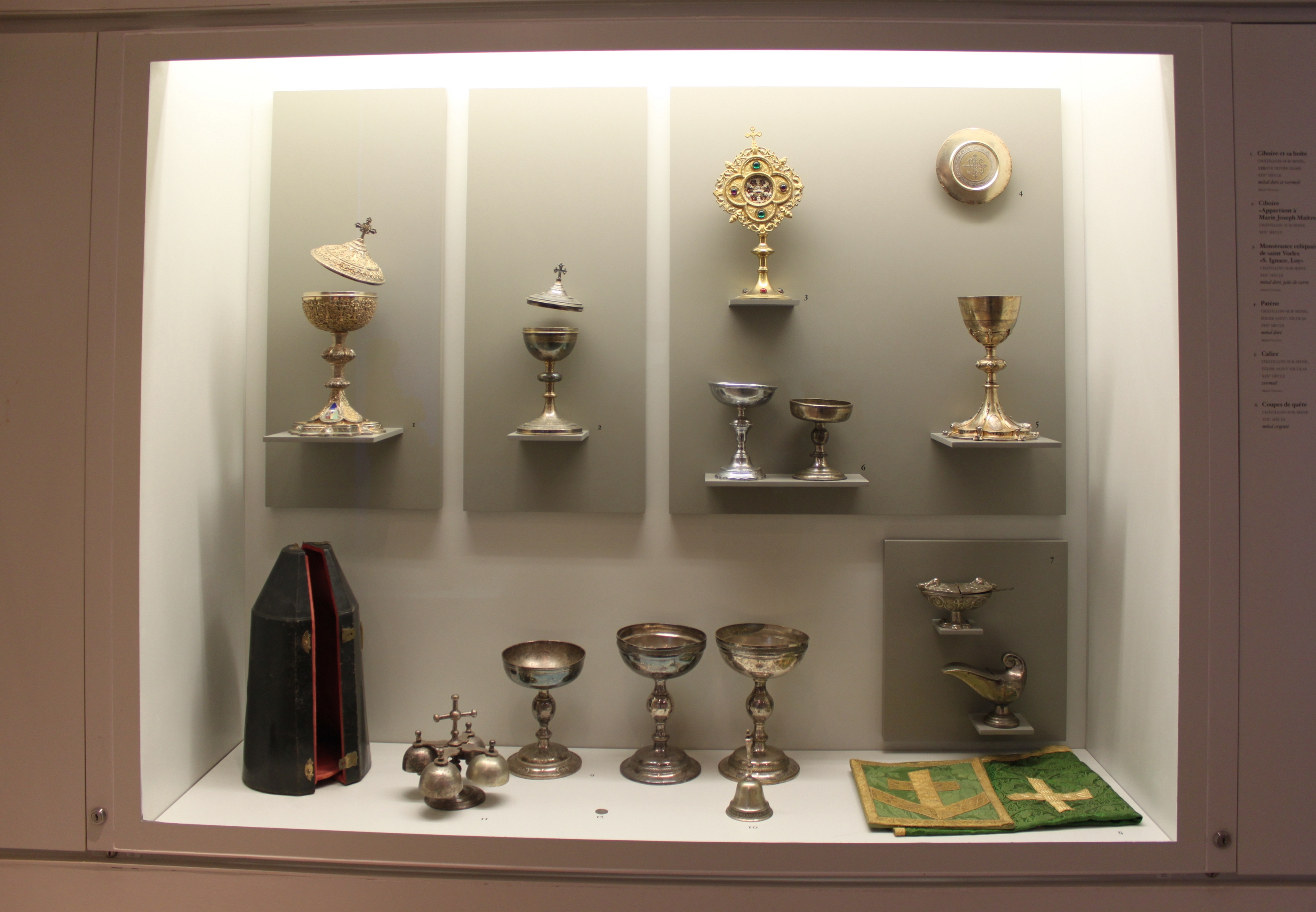